# Bilîn, Volodîmîr-Volînskîi
Bilîn (în ucraineană Білин) este localitatea de reședință a comunei Bilîn din raionul Volodîmîr-Volînskîi, regiunea Volînia, Ucraina.

## Demografie
Componența lingvistică a localității Bilîn
     Ucraineană (99,54%)
     Alte limbi (0,46%)
Conform recensământului din 2001, majoritatea populației localității Bilîn era vorbitoare de ucraineană (99,54%), existând în minoritate și vorbitori de alte limbi.